# 八宝山革命公墓

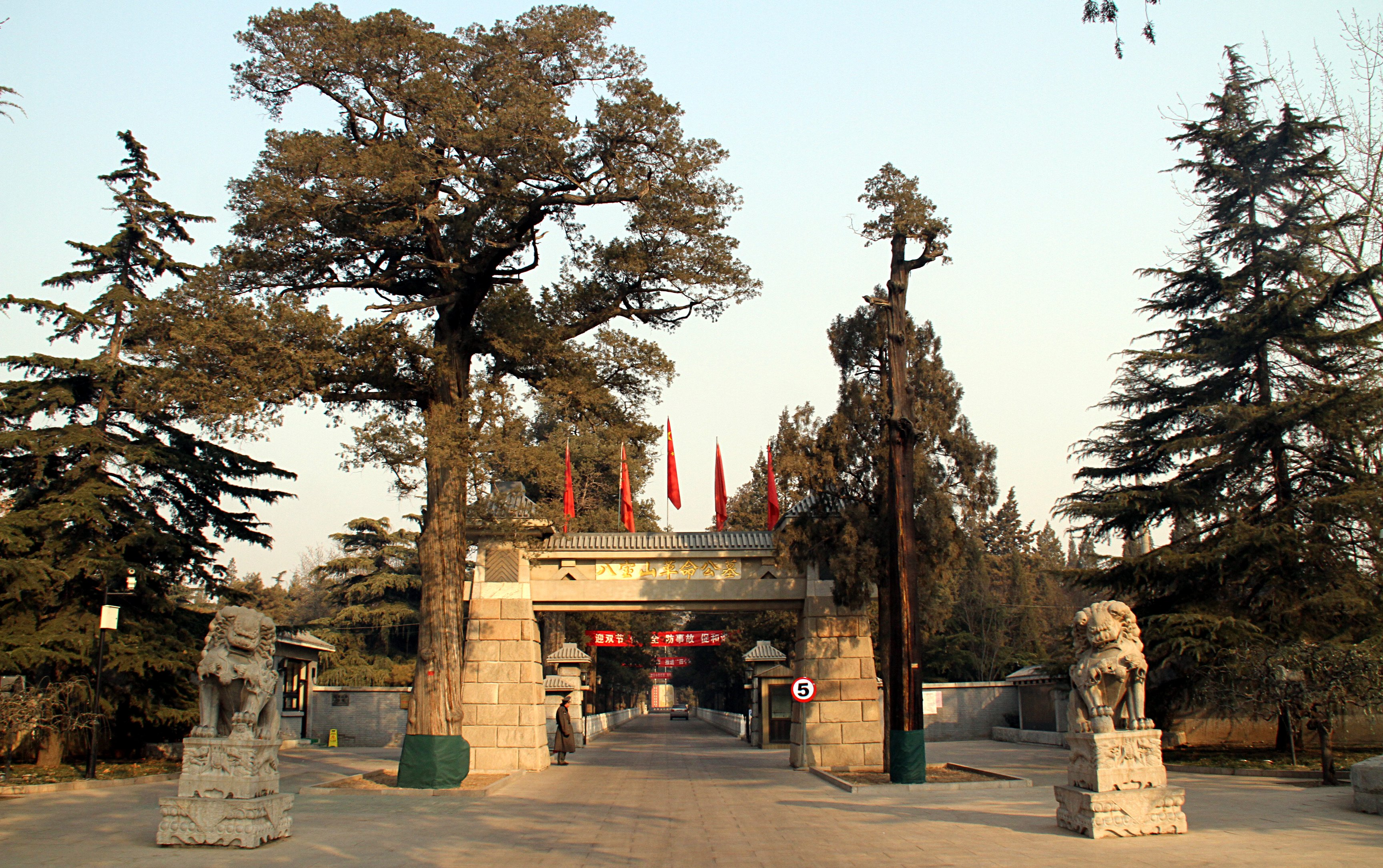
八宝山革命公墓

八宝山革命公墓(はっぽうさんかくめいこうぼ)とは、中華人民共和国北京市石景山区石景山路9号、八宝山の南側にある革命に貢献した人間、政府の高官、後の世になると公共に貢献した民間人を埋葬した墓地である。革命公墓は国家指導者等を務めた党幹部らが埋葬され、人民公募は市民向けとされる。
2014年4月25日に、第七次中華人民共和国全国重点文物保護単位として登録された。

## 歴史
明の時代には、二つの仏教寺院の護国寺、霊福寺があった。護国寺は現在の八宝山革命公墓の場所に立っていた。
1951年8月に北京市政府によって発行された革命烈士公墓安葬暫行規定によって埋葬されるようになった。

## アクセス
- 八宝山駅